# Gary Hart
Pour les articles homonymes, voir Hart.
Gary Warren Hartpence dit Gary Hart, né le 28 novembre 1936 à Ottawa (Kansas), est un avocat, homme politique et chroniqueur américain, siégeant notamment au Sénat des États-Unis pour le Colorado entre 1975 et 1987.

## Biographie
Sénateur fédéral du Colorado durant deux mandats, de 1975 à 1987, il concourt deux fois à la nomination du Parti démocrate pour les élections présidentielles de 1984 et de 1988. En 1984, il n'est battu aux primaires démocrates par Walter Mondale que par le vote des super délégués et, favori en 1988, doit se retirer de la course à la suite d'un scandale sur sa vie privée, qui inspire le film The Front Runner, sorti au cinéma en 2018.
Il a depuis poursuivi sa carrière comme consultant sur la sécurité nationale et continue d'intervenir comme commentateur sur un grand nombre de sujets, dont l'environnement et la sécurité. En 2001, il obtient un doctorat de philosophie au St Antony's College d'Oxford et depuis 2006, est professeur à l'université du Colorado, à Denver. Il est l'auteur de nombreux livres et articles, dont deux romans écrits sous le nom de plume de John Blackthorn.

## Publications
- Avec William S. Lind, America Can Win: The Case for Military Reform.